# Olga Fatkulina
Olga Fatkulina (n. 23 ianuarie 1990, Celiabinsk, RSFS Rusă, URSS) este o sportivă ce a reprezentat Rusia, medaliată olimpică. A participat la 3 ediții ale Jocurilor Olimpice (2010, 2014, 2022) în care a câștigat o medalie de argint.